# Păstrogor, Haskovo
Păstrogor (în bulgară Пъстрогор) este un sat în comuna Svilengrad, regiunea Haskovo,  Bulgaria. 

## Demografie
Componența etnică a satului Păstrogor
     Bulgari (97,77%)
     Nicio identificare (2,22%)
     Altele (0%)
La recensământul din 2011, populația satului Păstrogor era de 180 locuitori. Din punct de vedere etnic, majoritatea locuitorilor (97,77%) erau bulgari. Pentru 2,22% din locuitori nu este cunoscută apartenența etnică.